# Deutscher Evangelischer Kirchentag 2007

Logo: „Lebendig und kräftig und schärfer“

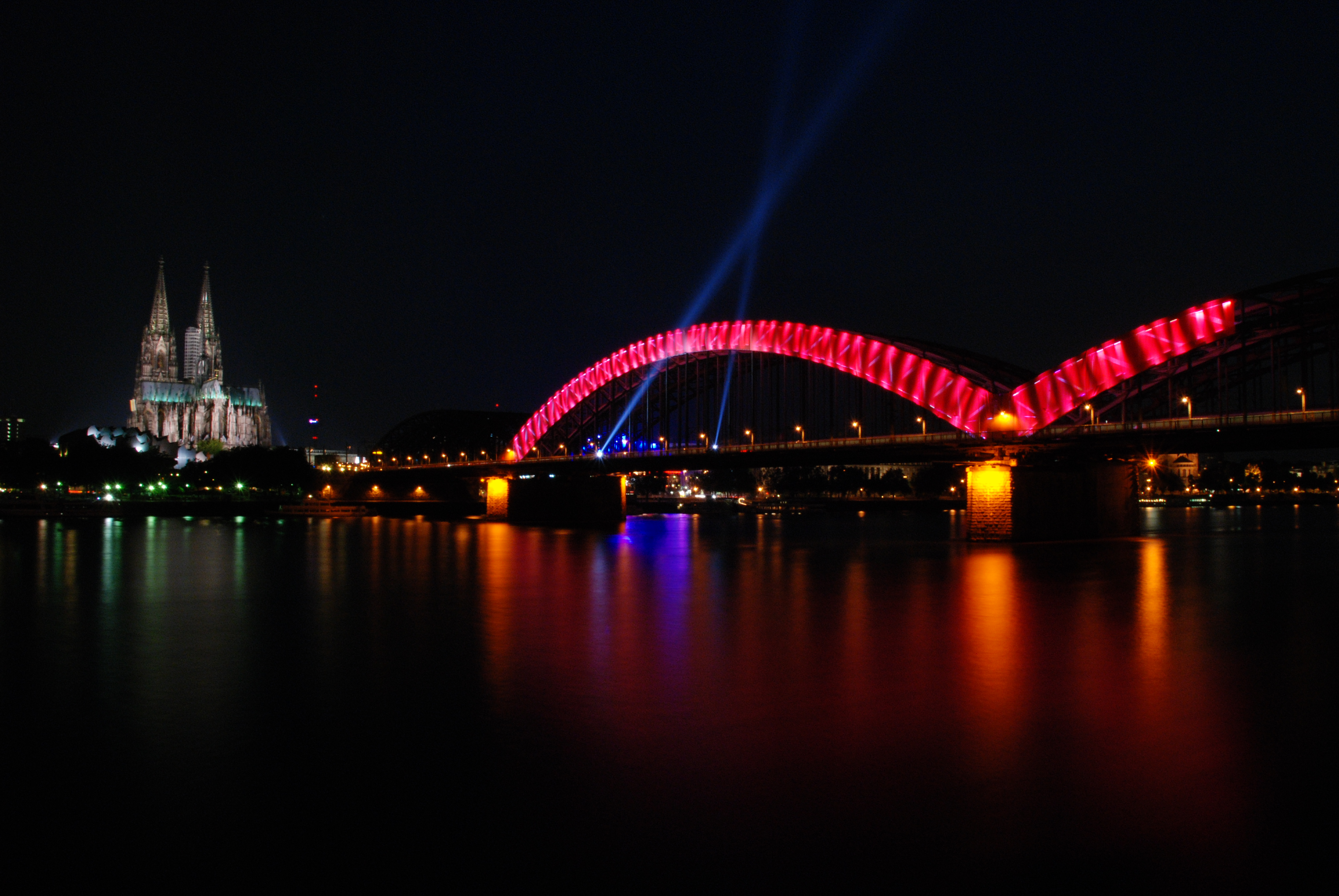
Logo-Installation beim „Abend der Begegnung“ während des DEKT 2007 an der Kölner Hohenzollernbrücke

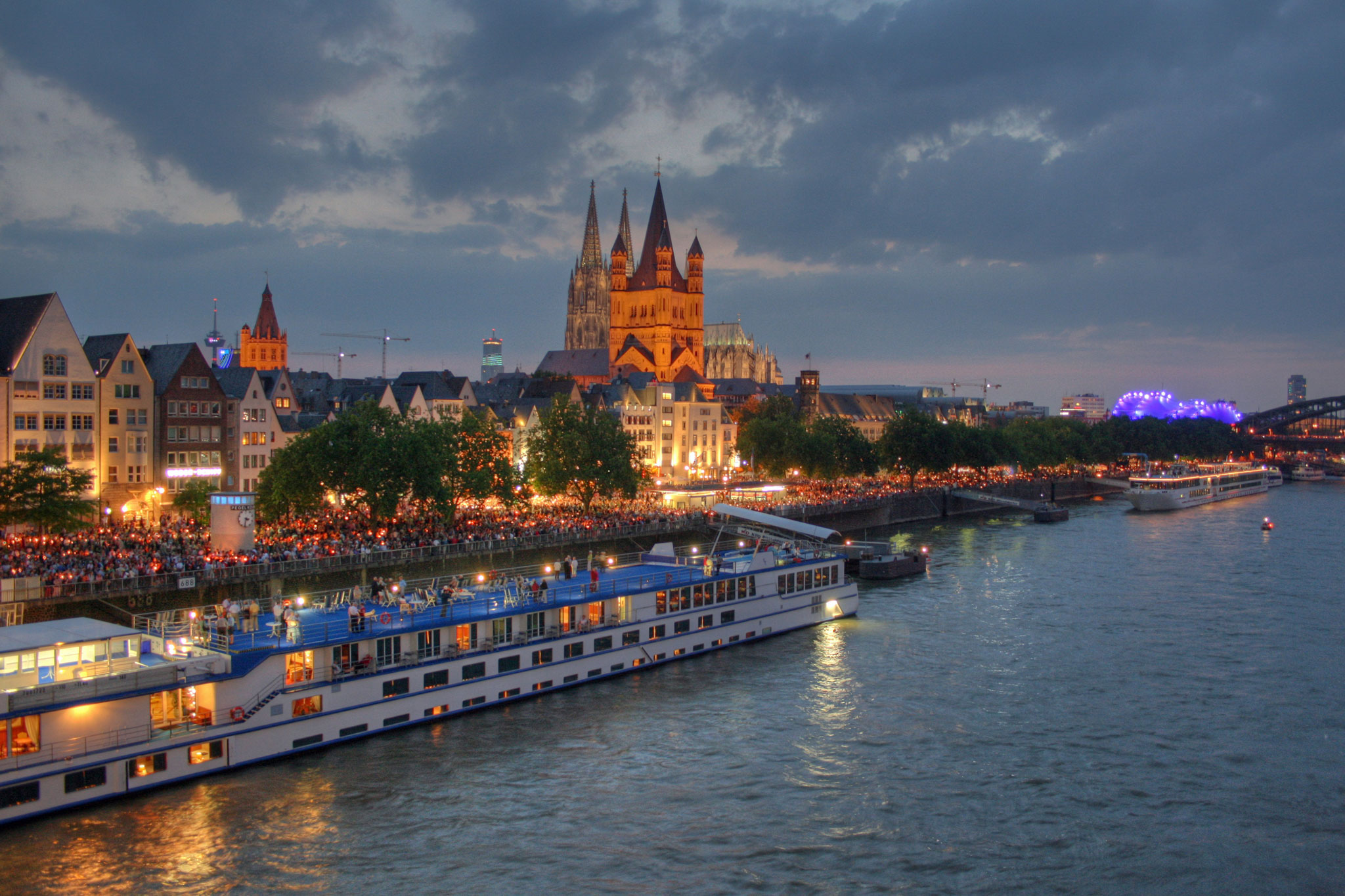
„Abend der Begegnung“ während des DEKT 2007 am Kölner Rheinufer

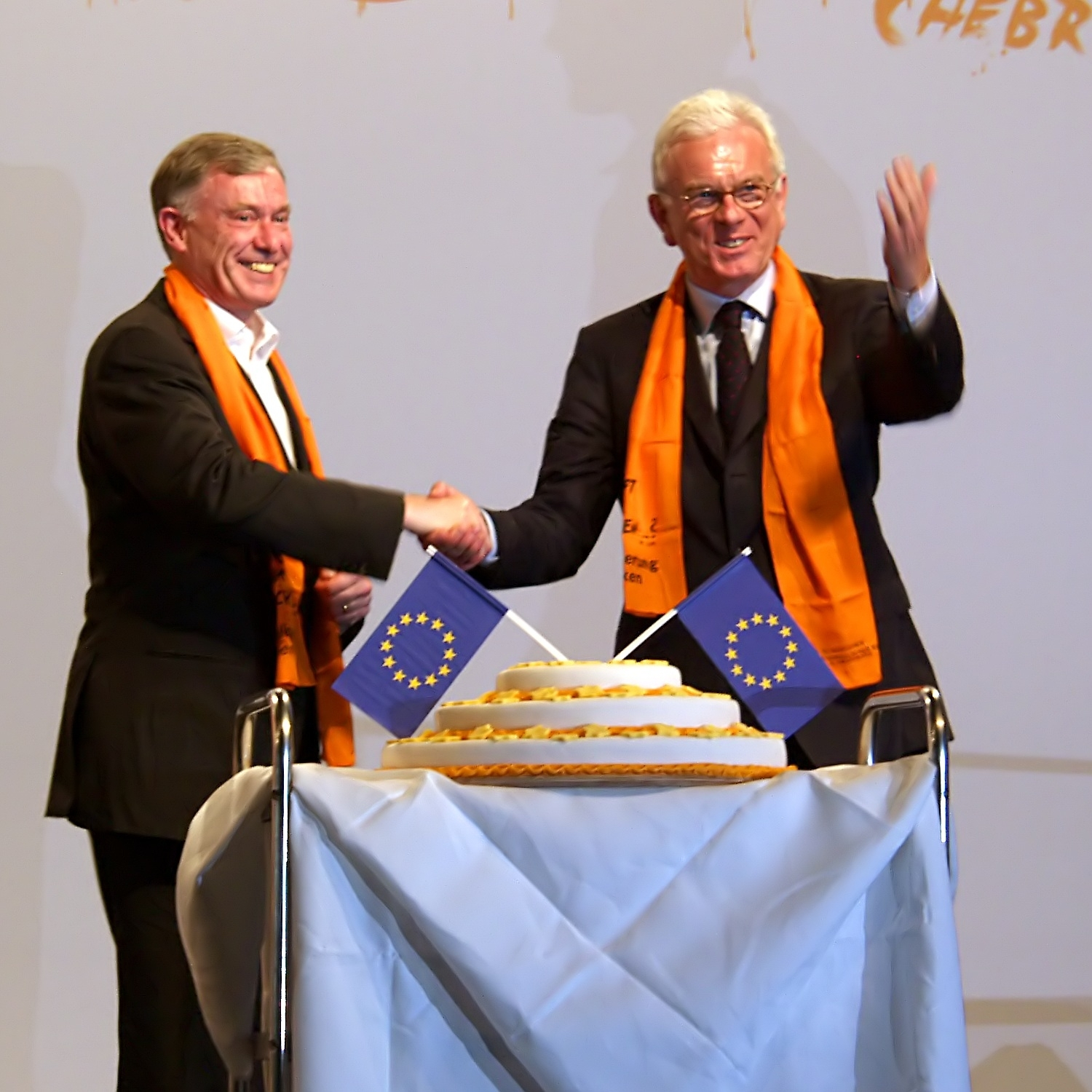
Horst Köhler und Hans-Gert Pöttering

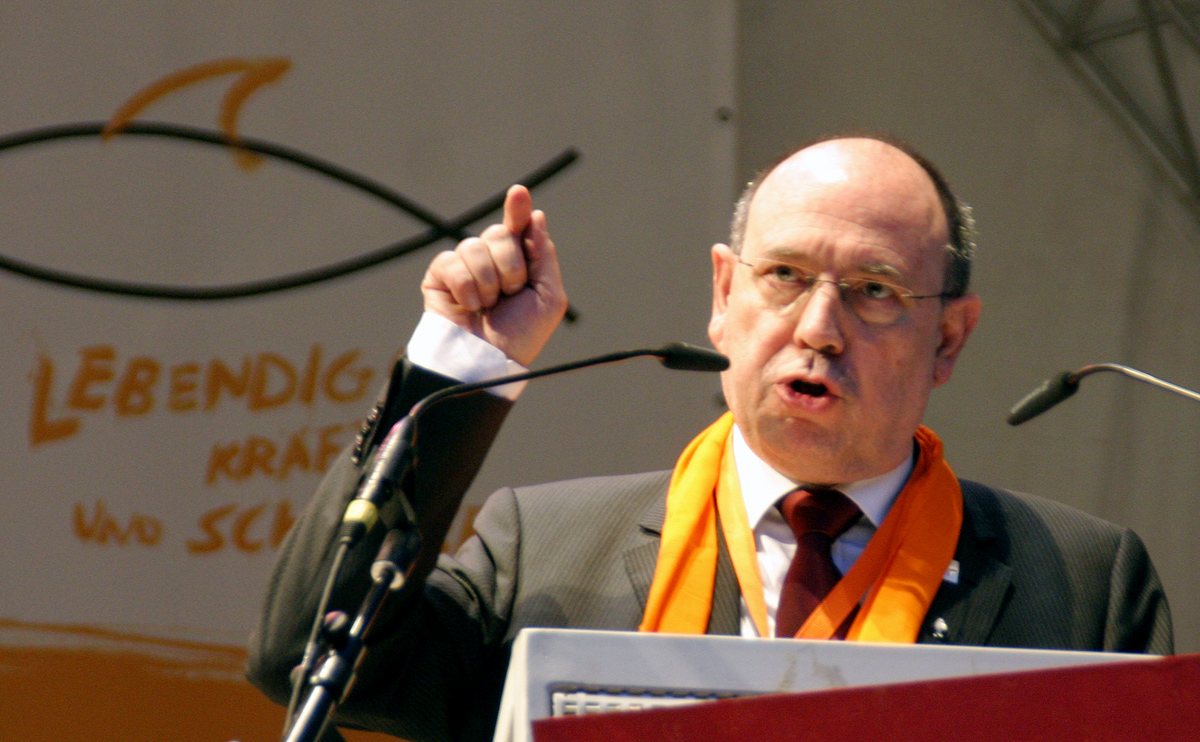
Nikolaus Schneider

Der 31. Deutsche Evangelische Kirchentag fand vom 6. bis 10. Juni 2007 unter dem Motto „lebendig und kräftig und schärfer“ (Heb 4,12 ) in Köln statt; Gastgeberin war die Evangelische Kirche im Rheinland. Im Vorfeld wurden etwa 200.000 Besucher sowie 50.000 Mitwirkende erwartet. Das nach dem Motto des Kirchentags benannte Titellied interpretierte das Kölner Gesangsquintett Wise Guys, deren Sänger Daniel Dickopf es auch eigens für den Kirchentag komponierte und textete.

## Verantwortliche Personen
Der Präsident des 31. Kirchentags war Reinhard Höppner, die Generalsekretärin Ellen Ueberschär. Die Geschäftsführer waren Bernd Baucks, Ulrich Schneider, Volker Knöll und Hartwig Bodmann.

## Eröffnung
Der Kirchentag wurde am Mittwoch, dem 6. Juni 2007, um 17:30 Uhr mit Eröffnungsgottesdiensten auf den Poller Wiesen mit Ansprachen von Präses Nikolaus Schneider, Ministerpräsident Jürgen Rüttgers und Oberbürgermeister Fritz Schramma, dem Roncalliplatz, am Heumarkt und im Gürzenich eröffnet. Ein weiterer inoffizieller Gottesdienst fand für die Mitwirkenden des Marktes der Möglichkeiten in Halle 4.1 des Messegeländes statt.
Den Gottesdiensten folgte ab 18:30 Uhr in der Kölner Innen- und Altstadt der Abend der Begegnung, das Straßenfest zur Eröffnung eines Kirchentages für ca. 300.000 Menschen. In Köln stand er unter dem Motto Da simmer dabei und bot Programm auf 15 Bühnen und an 450 Verpflegungs- und Aktionsständen. Unter anderen dabei waren Wolfgang Niedecken, Frontmann der Kölner Rockband BAP, und die Kölner A-cappella-Gruppe Basta. Zum Abschluss des Abends wurde das Werk Abendglühen des Kölner Komponisten und Trompeters Markus Stockhausen aufgeführt, in dem mit über 1000 Bläsern in sechs Posaunenchören an beiden Rheinufern ein Klangteppich über den Rhein gelegt, und während des Abendsegens durch Präses Nikolaus Schneider der Fisch, das Symbol des Kölner Kirchentages, an der Hohenzollernbrücke illuminiert wurde.

## Veranstaltungen und Mitwirkende

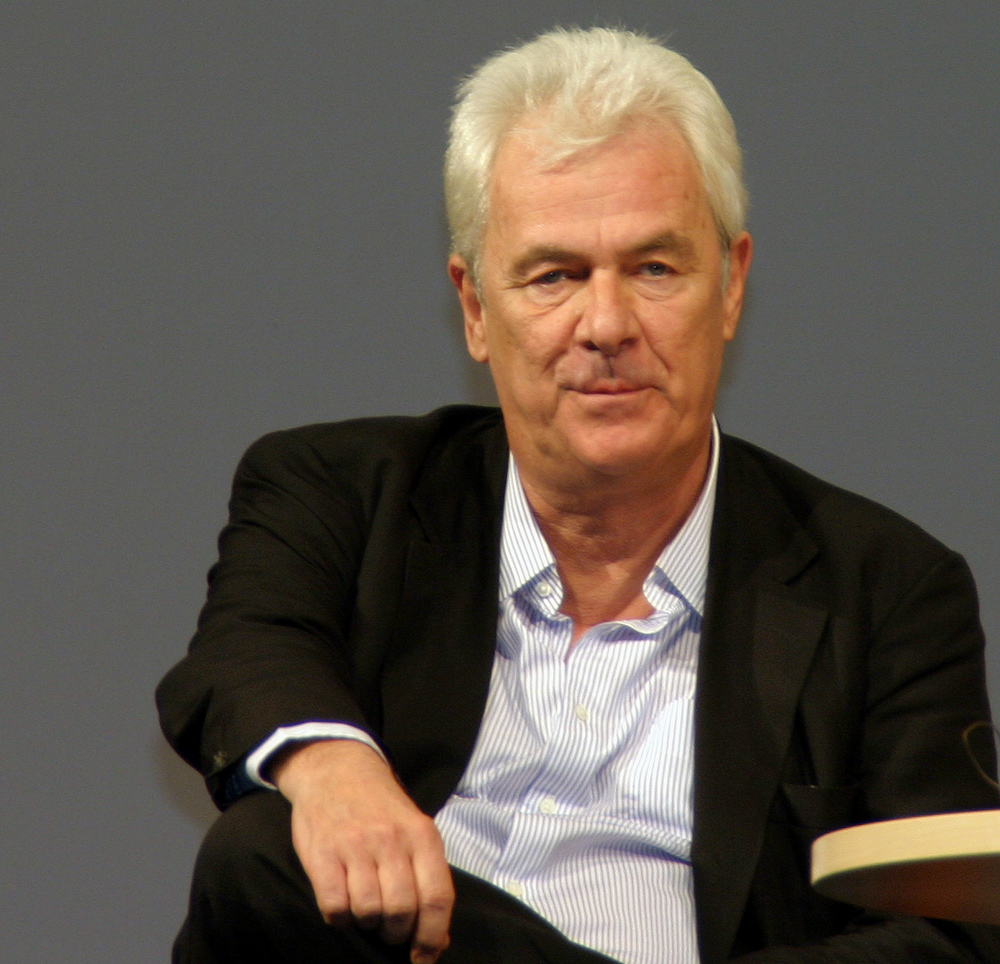
Peter Krämer

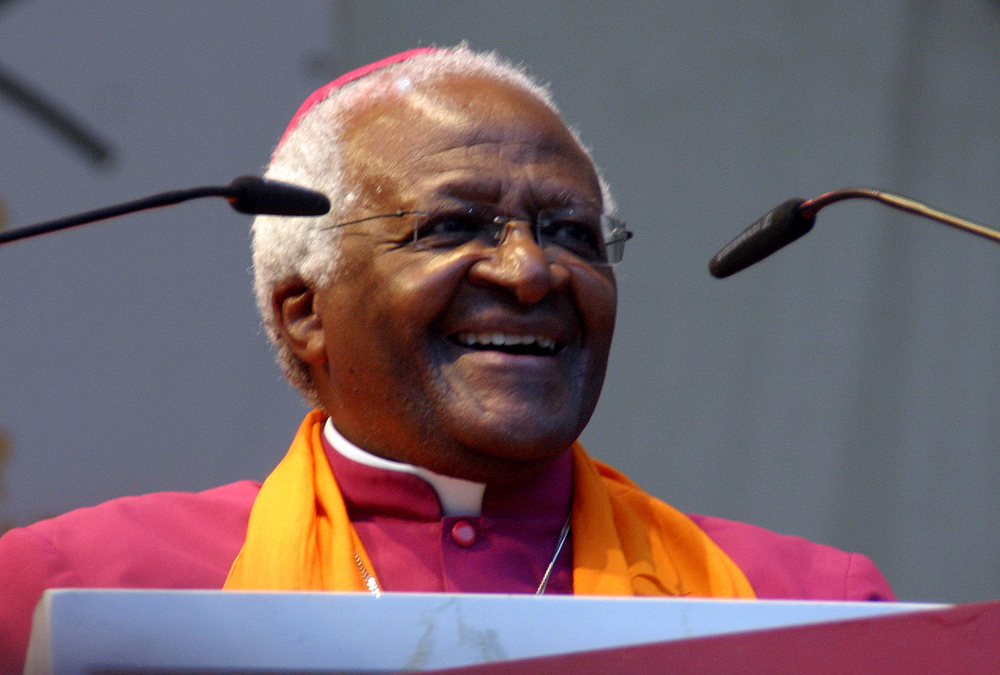
Desmond Tutu

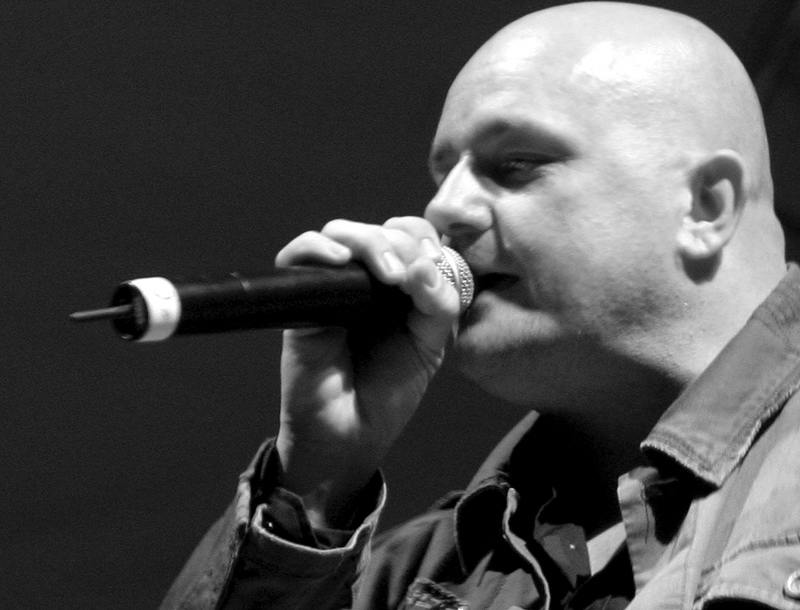
Rolf Stahlhofen

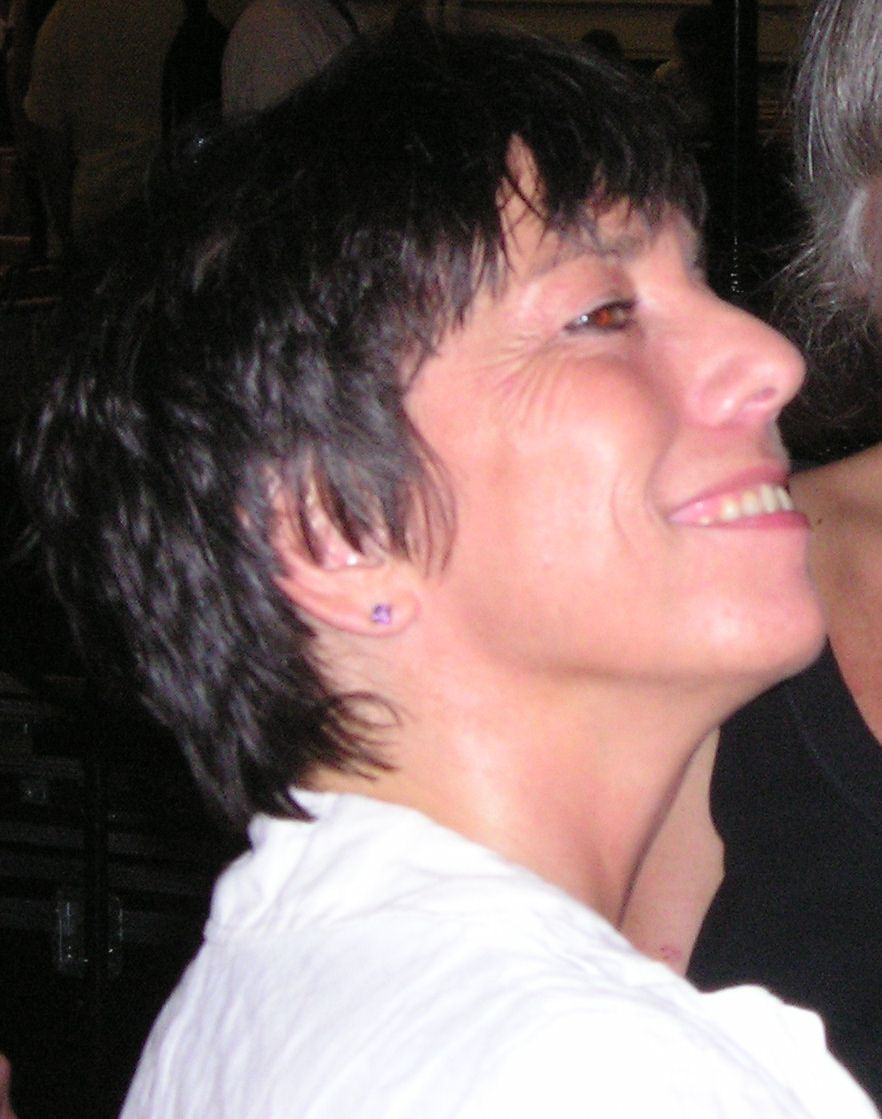
Margot Käßmann

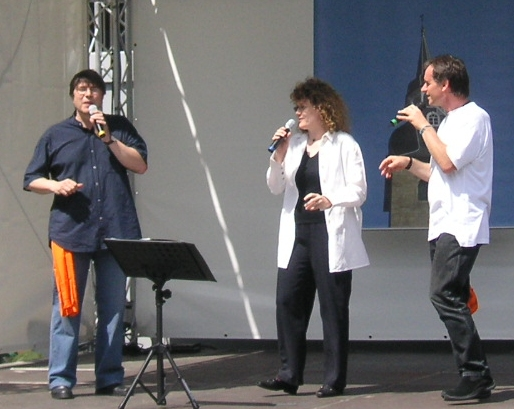
Von links: Helmut Krüger, Birgit Kley und Jonathan Böttcher

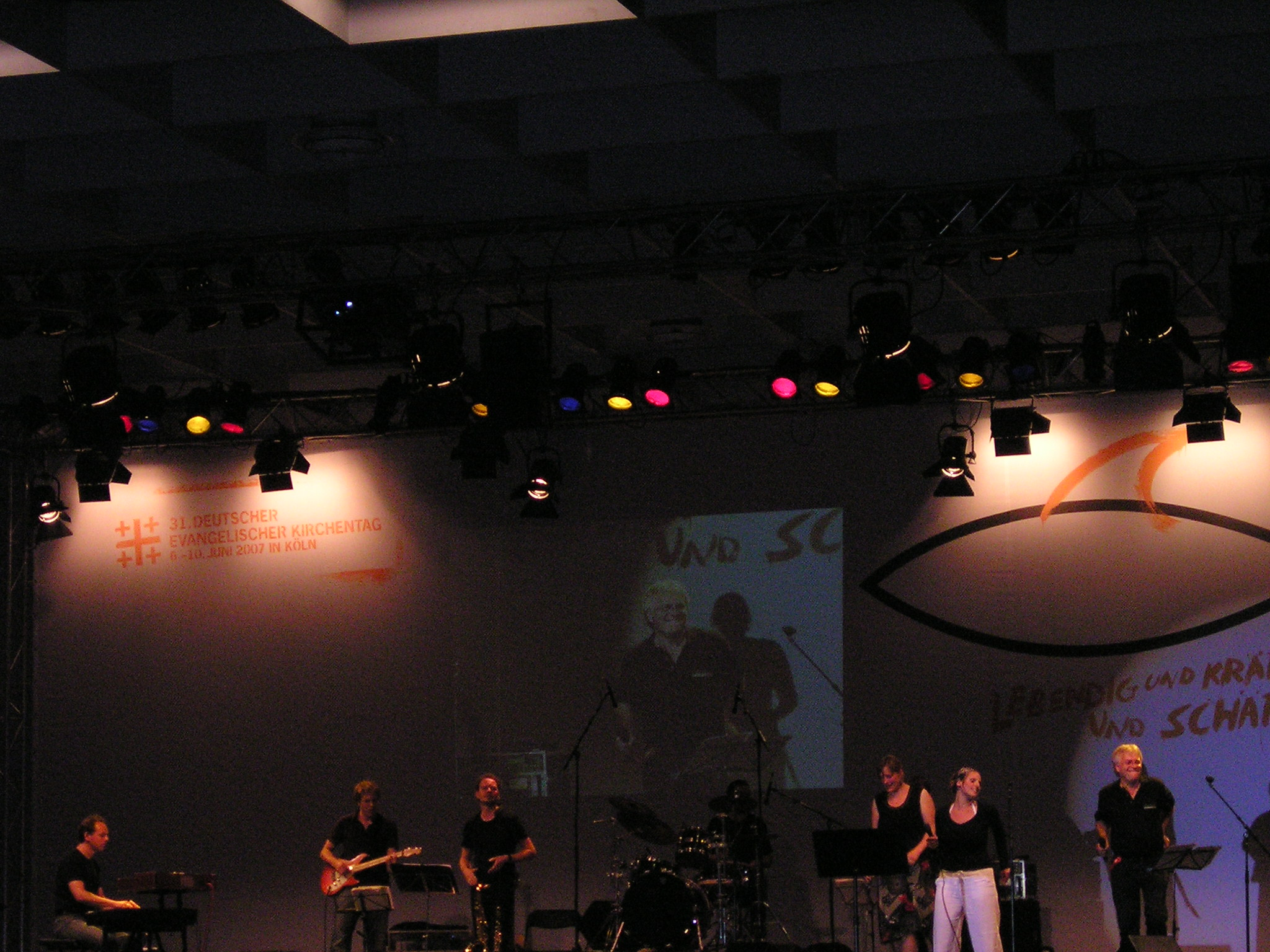
Habakuk, rechts Pfr. Eugen Eckert

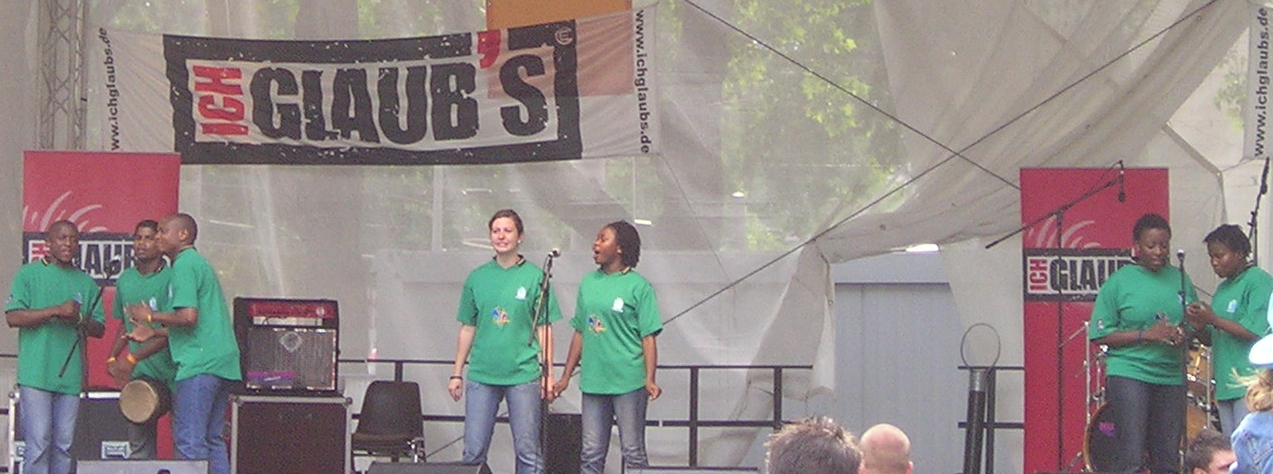
iThemba

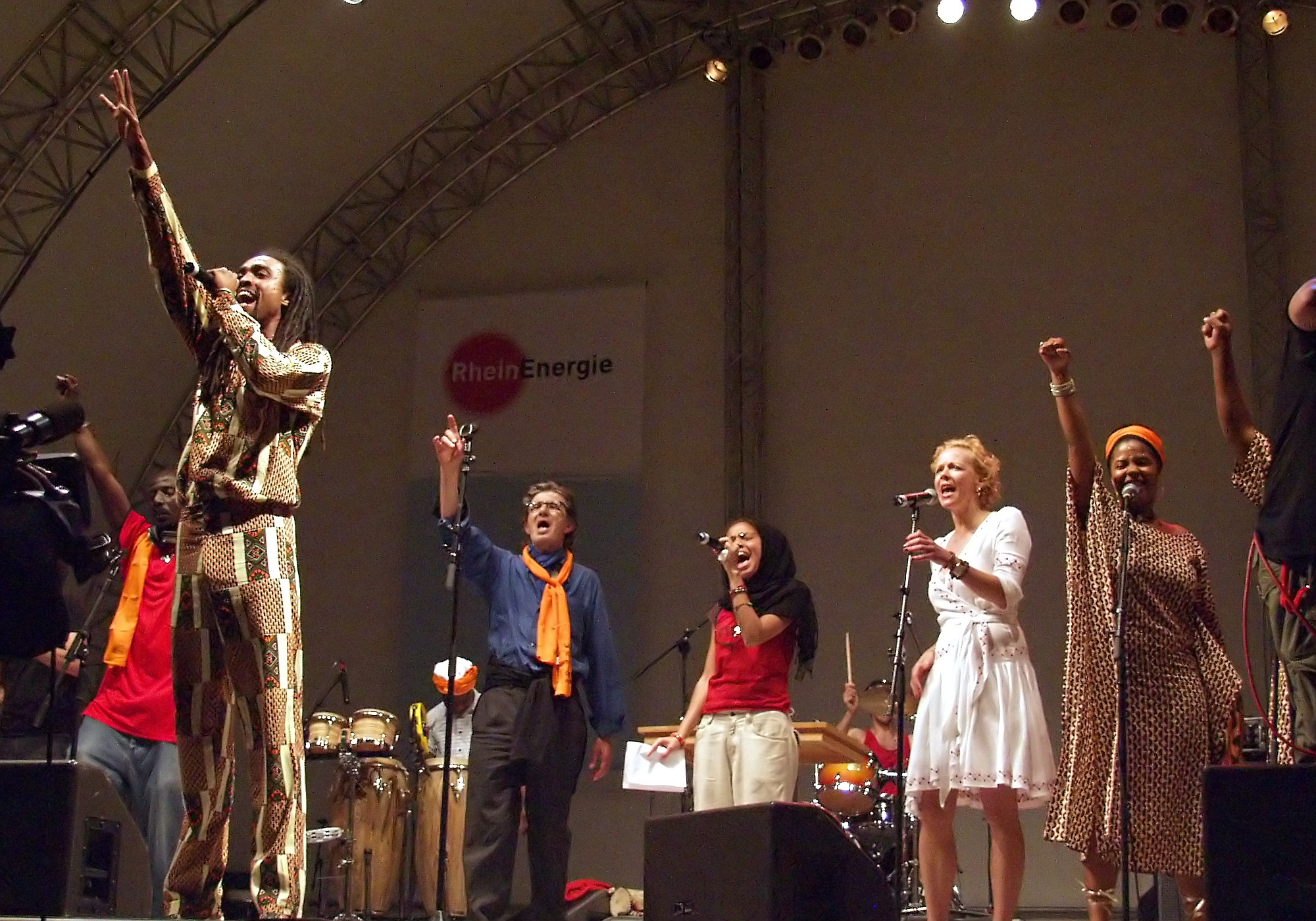
Brother Keepers

Der Kirchentag gliederte sich in die drei Themenbereiche Mensch, Gemeinschaft und Welt, denen die Veranstaltungen zugeordnet wurden. Daneben existierte geistliche Veranstaltungen wie Bibelarbeiten, Gottesdienste und Meditationen sowie kulturelle Angebote wie Konzerte, Kirchenmusik, offenes Singen, Kunstausstellungen, Musik- und Tanzworkshops und Theatervorführungen.
An Diskussionen, Bibelarbeiten und Vorträgen waren zahlreiche Politiker sowie aktuelle und ehemalige Bundesminister beteiligt. Bibelarbeiten wurden neben zahlreichen Fachleuten und Theologen verschiedener Konfessionen auch von den Politikern Ute Canaris, Jürgen Ebach, Katrin Göring-Eckardt, Thomas de Maizière, Reinhold Robbe, Jürgen Rüttgers, Wolfgang Schäuble, Henning Scherf, Guntram Schneider, Wolfgang Thierse, Erhard Eppler, Antje Vollmer, Karin von Welck durchgeführt, an weiteren Diskussionen und Vorträgen beteiligten sich unter anderem auch Klaus Töpfer, Norbert Blüm, Angela Merkel und Horst Köhler.
Es wirkten auch prominente Wissenschaftler und Theologen der katholischen und anglikanischen Kirche, der jüdischen Religion und dem Islam sowie prominente Laien, beispielsweise Schauspieler oder Künstler, bei Bibelarbeiten und theologischen Dialogen mit. Einlagen von Kabarettisten wie Matthias Deutschmann und Musikbeiträge wie die der Studiogruppe Baltruweit von Fritz Baltruweit gehörten zum Unterhaltungsprogramm.
Es wurden außerdem mehrere ökumenische Gottesdiensten mit Katholiken veranstaltet. Im Kölner Dom fand am 9. Juni 2007 ein großer ökumenischer Gottesdienst mit Joachim Meisner, dem Erzbischof von Köln, Präses Nikolaus Schneider und dem griechisch-orthodoxen Metropoliten Augoustinos statt, der außer Katholiken auch Orthodoxe Christen einbezog.
Präses Nikolaus Schneider und Joachim Kardinal Meisner nahmen an einer viel beachteten Dialogbibelarbeit über (Jer 23,16 ) bis (Jer 23,32 ) teil, die im Wesentlichen im Konsens verlief. Zum Abschluss beschäftigte sich Kardinal Meisner mit „falschen Propheten“ in heutiger Zeit hin.
Auch andere prominente katholische Theologen wirkten mit: Karl Lehmann, der Erzbischof von Mainz und Vorsitzender der Deutschen Bischofskonferenz und Pater Anselm Grün, der eine Bibelarbeit durchführte, die für so großen Andrang sorgte, dass der Einlass in die Halle wegen Überfüllung gestoppt werden musste.
Weitere evangelische Theologen partizipierten: Jörg Zink, der mehrere Bibelarbeiten, einen bemerkenswerten Vortrag über Meditation hielt und an einer Diskussion über den Generationenkonflikt teilnahm, die Landesbischöfin Margot Käßmann, Bischof Wolfgang Huber, Konrad Raiser, Pfarrer Friedrich Schorlemmer, Rosemarie Wenner und Antje Vollmer sowie Pfarrerin Kathy Galloway von der Iona Community.
An Bibelarbeiten beteiligten sich Mandatsträger wie Wolfgang Schäuble, Ministerpräsident Jürgen Rüttgers und Kanzleramtschef Thomas de Maizière.
Horst Köhler, der deutsche Bundespräsident, Suvarna Gandham und Peter Krämer wirkten bei einer Veranstaltung über die Gestaltung der Globalisierung mit.
Als prominente Laien engagierten sich der Schauspieler Peter Sodann und die Lyrikerin Kathrin Passig beim Kirchentag.
Beim Kirchentag traten die Kölner Bläck Fööss gemeinsam mit den evangelischen Posaunenchören auf. Naturally 7 gaben ein Konzert vor dem Kölner Dom und boten außerdem Workshops über Gospelmusik an. Das Netzwerk Neue Töne des Komponisten Bernhard König setzte in mehreren Veranstaltungen Impulse für eine experimentelle Kirchenmusik.
Beim Power of Love-Festival am Freitag wirkten ausschließlich christliche Bands mit, unter anderem Dieter Falk, Ararat, Allee der Kosmonauten und die Newsboys. Bei dieser Veranstaltung verteilte die Christoffel-Blindenmission kostenlose Schutzengel aus Holz, die an einem blauen Band angebracht waren und für die um eine freiwillige Spende gebeten wurde.
Es wurde ein Talk mit der bekannten christlichen Popsängerin Sarah Brendel durchgeführt.
Außerdem gab es Darbietungen von den christlichen Liedermachern Birgit Kley mit ihren Kollegen Jonathan Böttcher und Helmut Krüger, die auch die offizielle Kirchentags-CD Aus gutem Grund getextet, komponiert und eingespielt haben, Eugen Eckert mit Habakuk sowie Clemens Bittlingers, die neben Konzerten auch freies Singen anboten, bei dem das Publikum in die Lieder einstimmten konnte.
Auf der CVJM-Bühne Ich glaub’s am Neumarkt fand eine Mischung aus christlicher Musik, Kleinkunst und Tanzdarbietungen statt. Die jugendlichen Tänzer von iThemba beeindruckten mit synchronen Tanzdarbietungen zu südafrikanischer Hiphop-Musik und pantomimischen Vorführungen, die beispielsweise das Thema Aids behandelten. Zwischen den Programmen schilderten die Teammitglieder ihre persönlichen Erfahrungen mit dem Glauben an Jesus Christus, der ihnen bei der Bewältigung ihrer Probleme wie Alkoholsucht, Gleichgültigkeit der Erwachsenen, Vergewaltigung und Hoffnungslosigkeit geholfen habe. Die „Klaun KG“ bot Akrobatik, wie Einradfahren und Jonglieren, gepaart mit Comedy und schwarzem Humor.
Die politische Veranstaltung Die Macht der Würde: Globalisierung neu denken begleitete den G8-Gipfel in Heiligendamm. Hieran nahmen Erzbischof Desmond Tutu aus Südafrika, Susan George von Attac France, Kirchentagspräsident Reinhard Höppner sowie der EKD-Vorsitzende Wolfgang Huber teil. Die Musik von Brothers Keepers, Rolf Stahlhofen und Afrob begleitete diese Veranstaltung.
Ein Highlight des Kirchentages war die von Wolf von Lojewski moderierte Veranstaltung am Samstag, dem 9. Juni 2007, bei dem Angela Merkel und der Friedensnobelpreisträger Muhammad Yunus, der schon an einer weiteren Diskussion über Millennium Development Goals am Vortag teilnahm, über die Gestaltung der Weltwirtschaft debattierten, und die in einer völlig überfüllten Halle stattfand. Die Diskussion wurde über Lautsprecher in die daneben liegende Halle übertragen, wo das Publikum ebenfalls sehr gedrängt stand.
Eine wichtige Veranstaltung war „Gott im Alltag“, wobei Dietrich Grönemeyer und Wolf von Lojewski über Gotteserfahrungen zwischen Allmacht und Ohnmacht diskutierten und praktische Erfahrungen aus ihrer Berufswelt einfließen ließen. Ferner wirkten an dieser Veranstaltung Marianne Birthler und Christine von Weizsäcker mit, die ihre Erfahrung mit Gott im Alltag darlegten.
Auch die Veranstaltung Wie geht evangelisch? – So geht evangelisch!, die am Roncalliplatz vor dem Kölner Dom die Grundlagen des evangelischen Glaubens behandelte und bei der Wolf von Lojewski, Reinhard Höppner sowie die Theologen Margot Käßmann und Konrad Raiser sprachen, fand großen Anklang. Im Anschluss an die Diskussion wurden beim Abendgebet von Kirchentagspräsident Reinhard Höppner die Ergebnisse des G8-Gipfels hinterfragt und die Fortschritte einer Absprache für den Klimaschutz begrüßt, es wurden hierfür die Nachrichten der Tagesschau auf der Monitorwand eingespielt. Das aggressive Vorgehen der Polizei gegen die Greenpeace-Aktivisten, wobei ein Greenpeace-Schlauchboot von einem Polizeischnellboot überfahren wurde, rügte Höppner und meinte, die Polizei hätte die Erklärung von Greenpeace übernehmen und an die zuständigen Politiker weiterreichen sollen. Gleichzeitig wurden die Aktivisten des Schwarzen Blocks von ihm dafür kritisiert, dass sie durch die Steinwürfe die Aufmerksamkeit der Öffentlichkeit auf sich zögen und von den eigentlichen Problemen, der Notlage der Entwicklungsländer und der Erderwärmung ablenkten. Höppner sprach an, dass man nur, wenn der Feind ein Lebensgrundlage hat, selber in Frieden leben kann, und verwies somit auf die Bergpredigt (Mt 5,44 ).
Bundesverteidigungsminister Franz Josef Jung nahm an einer Podiumsdiskussion teil, die sich mit dem Terrorismus und seiner Überwindung auseinandersetzte. Franz Müntefering stellte sich einer Diskussion über Hartz IV.
Auf dem Markt der Möglichkeiten mit der angeschlossenen Medienmeile und der Messe im Markt boten in 6 Messehallen über 700 Ausstellungsstände, die gemäß der Themenbereichen Mensch, Gemeinschaft und Welt unterteilt waren, Informationen und Kontaktmöglichkeiten.

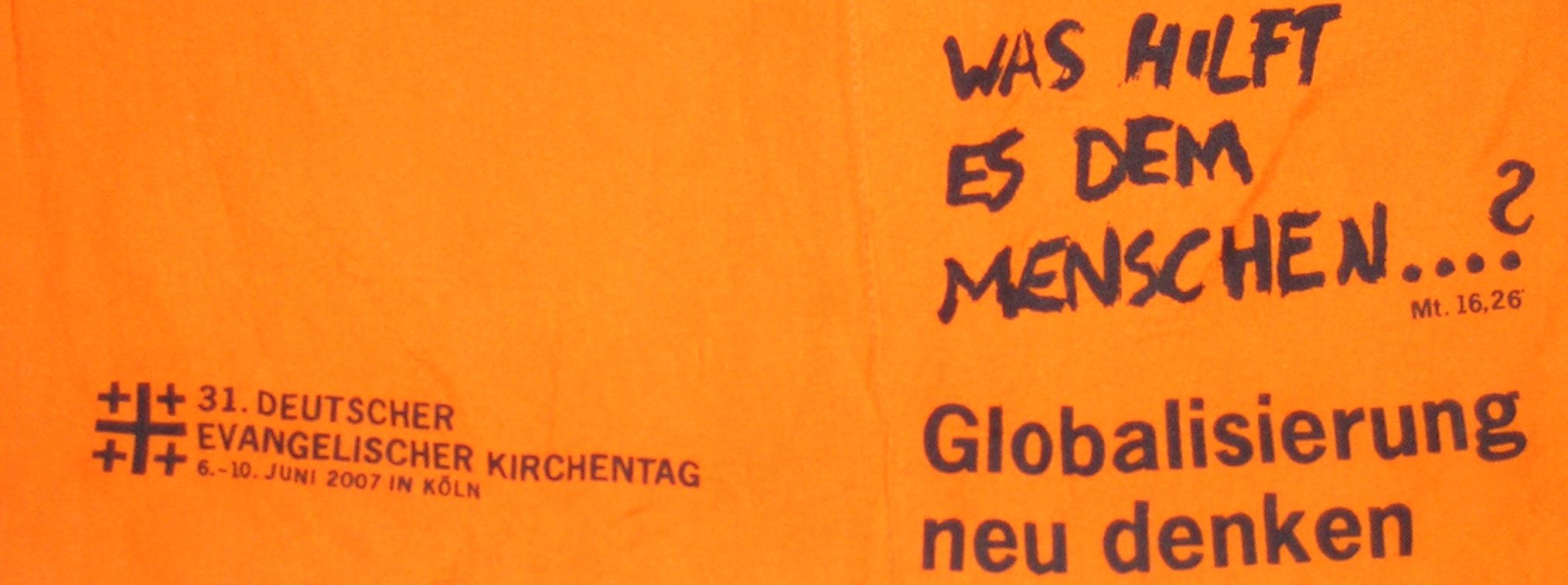
Kirchentagschal 2007

## Begleitung des G8-Gipfel in Heiligendamm

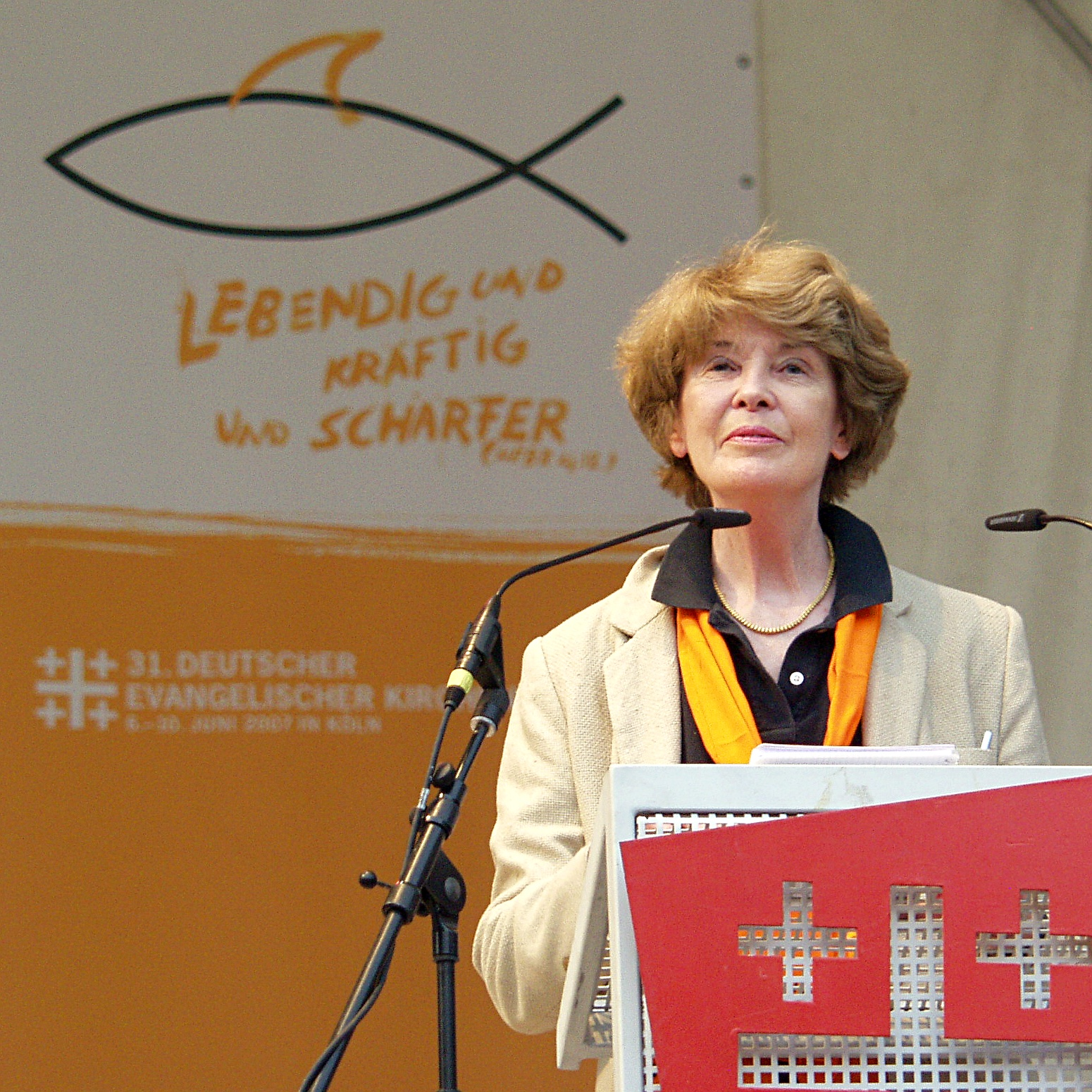
Susan George

An mehreren Ständen wurden gegen eine Mindestspende von zwei Euro orangefarbene Schals abgegeben, die die Aufschriften „Was hilft es dem Menschen … ?“ (Mt 16,26 ) und „Globalisierung neu denken“ trugen. Mit dieser Aktion sollte gegenüber dem G8-Gipfel in Heiligendamm auch optisch ein Zeichen gesetzt werden.
Über 50 Vertreter verschiedener Religionen und Geistliche verschiedener christlicher Kirchen haben eine gemeinsame Botschaft an den G8-Gipfel in Heiligendamm geschickt.
Die globalen Probleme von Gerechtigkeit, Frieden, Bewahrung der Schöpfung, Klimawandel und Globalisierung wurden in zahlreichen Veranstaltungen diskutiert, beispielsweise mit Desmond Tutu und Susan George von attac France.
Ferner wurde live zum Rockkonzert nach Rostock geschaltet, das parallel zum G8-Gipfel stattfand.

## Abschlussgottesdienst

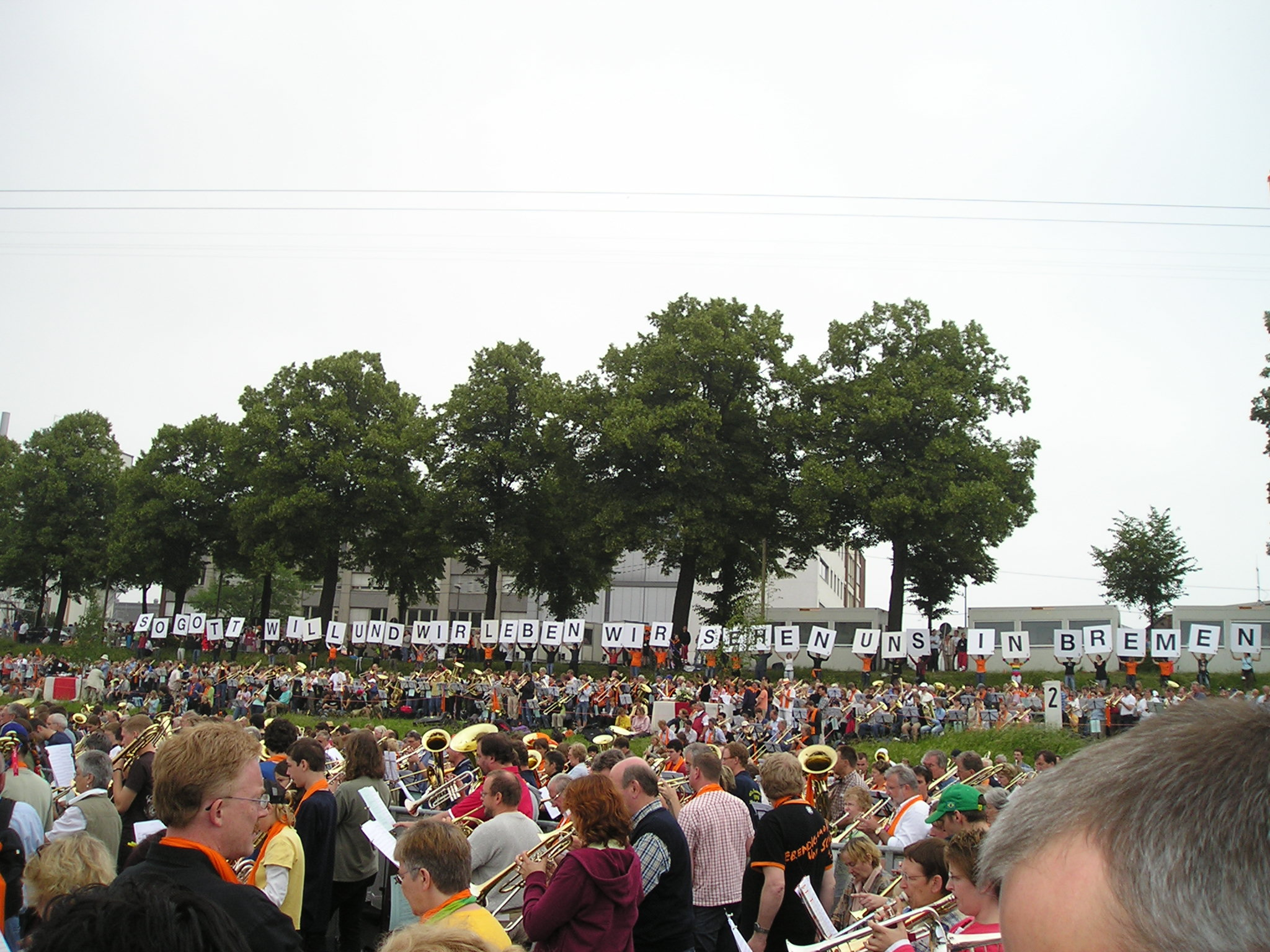
Ende des Gottesdienstes

Kirchentags-Helferhalstuch 2007

Der Abschlussgottesdienst wurde am 10. Juni 2007 von 10:00 bis 11:30 Uhr um eine Bühne auf den Poller Wiesen im Kölner Süden vor über 100.000 Gottesdienstbesuchern gefeiert. Die Predigt hielt Pfarrerin Mechthild Werner aus Erfurt zum Bibelwort „Steh auf und iss“ (1 Kön 19,1–13 ) Sie stellte dabei den Hunger in vielen Entwicklungsländern der Überernährung in den Industrieländern gegenüber und stellte die Anwendbarkeit des Bibelspruchs für letztere in Frage. Kirchentagspräsident Höppner rief zur Achtung der Menschenwürde auch gegenüber Feinden, wie etwa den Taliban oder Terroristen, auf. Nur wo auch der Feind einen menschenwürdigen Platz habe, könne Frieden werden. Zur musikalischen Gestaltung des Gottesdienstes trugen die A-cappella-Gruppe Wise Guys, der Kammerchor Gli Scarlattisti, Matthias Nagel mit einer Projektband sowie zahlreiche Posaunenchöre bei. Traditionell wurde gegen Ende des Gottesdienstes vom Osnabrücker Bischof Franz-Josef Bode zum nächsten Katholikentag, dem 97. Deutschen Katholikentag 2008 in Osnabrück, und vom Schriftführer der Bremischen Evangelischen Kirche Renke Brahms zum 32. Deutschen Evangelischen Kirchentag 2009 in Bremen eingeladen.
Im Nachprogramm von 11:30 bis 12:30 Uhr traten die Wise Guys sowie die Kabarettistin Susanne Hermanns auf.

## Helferdienste
Bis zum 11. Mai 2007 meldeten sich über 4750 freiwillige Helfer zur Unterstützung des Kirchentages an.
Etwa drei Viertel dieser Helfer rekrutierten sich aus verschiedenen Pfadfinderbünden und -verbänden.
Die Helfer waren unter anderem mit dem Auf- und Abbau der Tribünen, mit Ordnerdiensten, Straßensperrungen, zur Gästebetreuung im internationalen Jugendcamp, Abendmahl-Ausgabe sowie der Reinigung der Toiletten beauftragt. Zirka 1000 Helfer waren allein beim diesjährigen Kirchentag mit der Reinigung der Toiletten und des umliegenden Areal beschäftigt.

## Umweltzertifikat
Für sein seit Jahren festverankertes Umweltmanagement erhielt der Deutsche Evangelische Kirchentag im Juni 2007 das Umweltzertifikat EMAS verliehen.

## Größenordnungen
Nach Angaben der Veranstalter nahmen rund 103.000 Dauergäste am Evangelischen Kirchentag 2007 teil. Zusätzlich habe man 50.000 Tagesteilnehmer gezählt. Den „Abend der Begegnung“ nach dem Eröffnungsgottesdienst, der mit einem Straßenfest zu beiden Seiten des Rheines verbunden war, besuchten nach Angaben der Organisatoren zirka 400.000 Menschen. Nach Medienberichten wurden die Veranstaltungen des Kirchentages insgesamt von rund einer Million Menschen besucht.

## Resolutionen
Der 31. Deutsche Evangelische Kirchentag verabschiedete Resolutionen zu folgenden Themen:
- Resolution Als Muslima und Muslim in Deutschland leben an Kirchengemeinden und EKD
- Resolution Globalisierung gestalten – die EU als soziales und friedliches Modell an politische Mandatsträger
- Resolution Vertriebene Christen aus dem Irak an Kirchen, Gemeinden und Bundesregierung
- Resolution Kein Mandat für den Krieg in Afghanistan! an den Deutschen Bundestag

Die als Fisch gestaltete Hohenzollernbrücke in Köln

## Sponsoring
Der Deutsche Evangelische Kirchentag in Köln wurde durch zahlreiche Sponsoren mitgetragen. So unterstützte die DaimlerChrysler Vertriebsorganisation Deutschland den Fuhrpark mit 70 Fahrzeugen, darunter 30 neue smart für den VIP-Fahrservice. Die Deutsche Post AG stellte in Kooperation mit der Posttochter DHL auf dem Kirchentag ihr neues Produkt GoGreen vor, mit dem alle Pakete mit Anmeldeunterlagen etc. angeblich klimaneutral verschickt wurden. Die Unternehmen Rhein Energie AG, HRS Hotel Reservation Service und KD Bank – Die Bank für Kirche und Diakonie finanzierten Konzertbühnen. Die Firma Deichmann war mit einem Stand in der Messe Deutz vertreten, bei dem die Besucher die harte Arbeit in einem indischen Steinbruch selber ausprobieren konnten, die in Indien von Kindern verrichtet wird.